# Kalaburagi
Kalaburagi (do roku 2014 zvané Gulbarga) je město v indickém státě Karnátaka. V roce 2011 zde žilo 533 587 obyvatel. Dominantním jazykem ve městě je kannadština. Město leží v nadmořské výšce 454 m n. m. Ve městě se nachází několik náboženských staveb a také významná pevnost. V roce 2024 bylo město zařazeno do seznamu deseti indických měst s nejnižším znečištěním ovzduší. V oblasti, kde se město nachází, panuje semiaridní podnebí. 